# Telenomus fasciatus
Telenomus fasciatus is een vliesvleugelig insect uit de familie van de Scelionidae. De wetenschappelijke naam van de soort is voor het eerst geldig gepubliceerd in 1967 door Kozlov.